# Alchemilla rutenbergii
Alchemilla rutenbergii är en rosväxtart som beskrevs av Karl August Otto Hoffmann. Alchemilla rutenbergii ingår i släktet daggkåpor, och familjen rosväxter.

## Underarter
Arten delas in i följande underarter:
- A. r. iratsyensis
- A. r. robusta
- A. r. perrieri